# Москалюк, Василий Флорович
 Василий Флорович Москалюк (31.01.1935 — 16.11.1988) — механизатор колхоза «Заветы Ильича» Новоселицкого района Черновицкой области. Полный кавалер ордена Трудовой Славы (1990).

## Биография
Родился 31 января 1935 года в селе Строинцы ныне Новоселицкого района Черновицкой области (Украина) в крестьянской семье.
Окончил школу в родном селе. Работал ездовым в местном колхозе. После службы в Вооружённых Силах СССР в 1955 году окончил курсы трактористов. Работал трактористом в колхозе родного села. Позднее стал звеньевым, а затем возглавил механизированный отряд, работавший на выращивании кукурузы и сахарной свеклы. Отряд стал одним из лучших в области и республике, была достигнута урожайность 110 центнеров кукурузы и 403 центнера сахарной свеклы с гектара.
Указами Президиума Верховного Совета СССР от 14 февраля 1975 года и от 24 декабря 1976 года за высокие достижения в труде награждён орденами Трудовой Славы 3-й и 2-й степени.
Указом Президиума Верховного Совета СССР от 6 июня 1984 года за высокие достижения в труде Москалюк Василий Флорович награждён орденом Трудовой Славы 1-й степени.
Неоднократно был участником Выставки достижений народного хозяйства СССР, награждён медалями ВДНХ и ценным подарком — автомобилем «Москвич».
Избирался депутатом сельского совета, делегатом XIX Всесоюзной партийной конференции.
Жил в селе Строинцы Новоселицкого района Черновицкой области (Украина). Умер 16 ноября 1998 года. Похоронен в родном селе Строинцы Черновицкой области Украины.

## Награды и звания
Награждён орденами Трудовой Славы 1-й, 2-й, 3-й степеней:
3 ст. 14.02.1975 № 16691
2 ст. 24.12.1976 № 2081
1 ст. 06.06.1984 № 77
- Медаль «За доблестный труд»
- Медаль «За трудовую доблесть»
- Медаль «Ветеран труда»
- медалями ВДНХ
- медалями[1].